# Armando Bonato
Armando Bonato (Lugano, 31 marzo 1923 – Milano, 29 maggio 1991) è stato un fumettista italiano.

## Biografia
Si dedica al fumetto sul finire degli anni quaranta collaborando con diversi editori. Per Bonelli nel 1947-1948 disegna vari episodi di Ipnos, il clone italiano di Mandrake; per Vaglieri alcuni Albi Salgari e soprattutto gli Albi Apaches con il personaggio di Lupo solitario; per le Edizioni Alpe illustra le storie del giovane capo indiano Yabù (1950-1953) e una quindicina di puntate delle Imprese di Joe Porter dell'agenzia Pinkerton; per Nerbini disegna svariati episodi di Buffalo Bill e per la Dardo alcune storie di Mustang Grey. Specializzatosi nel genere western, con lo pseudonimo Boar illustra varie saghe per Il nuovo sceriffo di Tristano Torelli (quelle brevi di Monica e Stella del Sud, e quella lunga La regina dei pellerossa) e numerosi romanzi pubblicati sugli albi dell'Intrepido della casa editrice Universo di Cino Del Duca. Tramite l'agenzia dell'amico e collega Rinaldo Dami (Roy D'Amy), parecchie sue storie compaiono anche sui giornali inglesi e francesi.
Nel 1963 approda al Pecos Bill dello stampatore-editore Angelo Fasani e nel 1966 a Diabolik, per il quale fra il 1966 e il 1968 disegna le matite di una trentina di episodi. Il primo episodio realizzato è "Notte di sterminio" (19 settembre 1966). Negli stessi anni collabora con il settimanale milanese ABC realizzando tavole satiriche (Le cronache di Ausonia) e alla rivista mensile King. Suoi brevi racconti appaiono anche su Horror, il mensile di Gino Sansoni. In seguito si dedica all'illustrazione di tascabili per adulti come Kalamity Jane (Edinational), Helga (Furio Viano Editore) e le numerose collane delle edizioni ErreGi di Renzo Barbieri, da Belfagor l'arcidiavolo (ideata sull'onda del successo del L'arcidiavolo, film di Ettore Scola del 1966 con Vittorio Gassman e Claudine Auger) a Messalina e Jolanda de Almaviva; sempre per Renzo Barbieri, dal 1972 collabora a Il Vampiro (per la SEGI) e dal 1973 a Lo Scheletro (per la Edifumetto). Pubblica alcuni racconti di guerra presso gli editori Bianconi e Dardo, lavora per Corrier Boy e decide di abbandonare l'attività di disegnatore all'inizio degli anni ottanta.